# Витторио Венето (крейсер)
«Витторио Венето» — крейсер-вертолётоносец ВМС Италии. Предназначался для противолодочной и противовоздушной обороны корабельных соединений.
Создан на основе проекта «Андреа Дориа», являясь его увеличенной версией. До ввода в строй авианосца «Джузеппе Гарибальди» был флагманским кораблём итальянского флота.
Планировался к постройке и второй корабль этого типа, но его закладка не состоялась.

## Проектирование

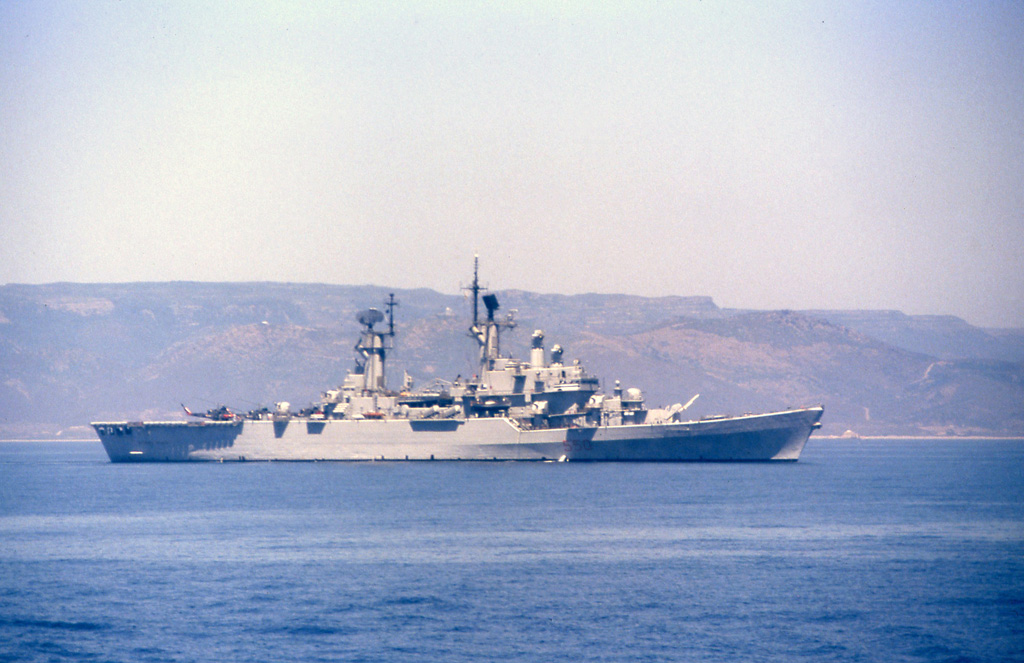
«Витторио Венето», 1985 г.

Проект «Витторио Венето» создавался на основе крейсеров-вертолётоносцев типа «Андреа Дориа». Опыт их эксплуатации показал, что для эффективного обнаружения и уничтожения подводных лодок, состав авиагруппы следует увеличить и обеспечить более удобные условия обслуживания летательных аппаратов на борту. В сочетании с требованиями к повышению мореходности это привело к созданию увеличенного вертолётоносца.
Проект был подготовлен в 1965 году, тогда же состоялась закладка крейсера. Планировалось заложить в 1967 году ещё один корабль по проекту «Витторио Венето», но закладка «Триеста» была отменена. Итальянские моряки пришли к выводу, что для эффективного выполнения поставленных задач состав авиагруппы крейсера всё-таки является недостаточным.
Декор интерьеров крейсера «Витторио Венето» был выполнен Олсуфьевой (Бузири-Вичи) Александрой Васильевной (2/15 мая 1906 (Флоренция) – 6 марта 1989 (Рим)), живописцем, скульптором, дизайнером, дочерью полковника, участника Первой мировой и гражданской войн, графа Василия Алексеевича Олсуфьева и Ольги Павловны, урожд. графини Шуваловой.